# Edward Schreiber
Edward Schreiber (* 30. März 1913 in Jersey City, New Jersey; † 24. September 1981 in Bergen, New Jersey) war ein US-amerikanischer auf Öffentlichkeitsarbeit spezialisierter Werbefachmann, Bauunternehmer, Filmproduzent und Drehbuchautor, der bei den 37. Academy Awards 1965 mit einem Oscar für den Kurzfilm Casals Conducts: 1964 ausgezeichnet wurde.

## Leben und Wirken
Edward Schreiber besuchte das John Marshall College in seiner Heimatstadt Jersey City und stieß 1936 zur Filmbranche, als er von Warner Bros. eingestellt wurde. Er arbeitete zunächst als Kontaktmann für die Presse, stieg wenig später zum Leiter der Öffentlichkeitsarbeit dieser Firma auf und war in dieser Funktion wie auch als Werbechef außerdem für die Warner Bros. Vitaphone Studios aktiv. 1942 meldete sich Schreiber zum Kriegseinsatz. Seine Nachkriegstätigkeit startete er mit denselben Aufgabenfeldern der Vorkriegszeit, diesmal bei den Century Theatres in New Jersey (1946). 1949 verließ Schreiber vorübergehend das Showgeschäft und wandte sich im darauffolgenden Jahrzehnt einem gänzlich anderen Berufszweig zu: er wurde Bauunternehmer.
Erst mit Beginn der 1960er Jahre kehrte Schreiber wieder in das Filmgeschäft zurück. Er verfasste, basierend auf Unterlagen von Leo Lieberman, das Drehbuch für das 1961 veröffentlichte biografische Kriminaldrama Der Tollwütige von Burt Balaban mit John Davis Chandler, der Vincent „Mad Dog“ Coll verkörperte, einen berüchtigten Auftragsmörder und Gangster in New York City während der US-amerikanischen Alkoholprohibition. Schreiber produzierte den Film auch.
Für den von ihm produzierten Kurzfilm Casals Conducts: 1964 über den Cellisten Pablo Casals wurde Edward Schreiber auf der Oscarverleihung 1965 mit einem Oscar belohnt.
Schreiber verstarb 1981 in seinem Heimatstaat New Jersey. Er wurde 68 Jahre alt.

## Filmografie (Auswahl)
- 1961: Der Tollwütige (Mad Dog Coll) – Drehbuchautor und Produzent
- 1964: Casals Conducts: 1964 (Kurzfilm) – Produzent

## Auszeichnung
- Oscarverleihung 1965: Oscargewinner mit Casals Conducts: 1964